# Hypsiboas semiguttatus
Hypsiboas semiguttatus es una especie de anfibios de la familia Hylidae.
Es endémica del sudeste del Brasil, aunque posiblemente también se encuentre en el Paraguay.
Sus hábitats naturales incluyen bosques tropicales o subtropicales secos y a baja altitud, ríos, jardines rurales y zonas previamente boscosas ahora muy degradadas
Está amenazada de extinción por la destrucción de su hábitat natural.